# Енгельс Педроса
Енгельс Педроса (ісп. Engels Pedroza; 26 вересня 1966, Сан-Карлос) — венесуельський професійний боксер, потужний нокаутер, призер чемпіонату світу серед аматорів.

## Аматорська кар'єра
Енгельс Педроса займався боксом з восьми років. 1983 року взяв участь у молодіжному чемпіонаті світу в Домініканській Республіці. 1985 року завоював срібну медаль на Кубку світу в легкій вазі, програвши у фіналі Торстену Кох (НДР). На чемпіонаті світу 1986 завоював знов срібну медаль, здобувши три перемоги, у тому числі над Емілом Чупренські (Болгарія) — 3-2, і програвши у фіналі видатному кубинському боксеру Адольфо Орта — 2-3.
Того ж 1986 року, здобувши дві перемоги і програвши у фіналі Ігорю Ружнікову (СРСР), завоював срібну медаль на Іграх доброї волі.

## Професіональна кар'єра
1986 року Енгельс Педроса дебютував в США на професійному рингу в напівсередній вазі. Здобувши протягом 1986—1987 років 15 перемог (усі нокаутом), він був визнаний за підсумками 1987 року журналом Ринг проспектом року. Але вже 17 червня 1988 року Педроса зазнав першої поразки технічним нокаутом в дев'ятому раунді від американця Майка Джонсона.
Здобувши сім перемог у наступних восьми боях, 10 жовтня 1989 року Енгельс Педроса вийшов на бій за титул інтерконтинентального чемпіона за версією IBF в напівсередній вазі проти американця Янга Тайгера. Поєдинок завершився перемогою венесуельця технічним нокаутом в третьому раунді. Енгельс Педроса провів один успішний захист титулу і перейшов до наступної вагової категорії.
Протягом 1990—1997 років Енгельс Педроса боксував переважно з боксерами невисокого рівня майстерності. Кілька разів брав участь в боях за другорядні титули, втім лише в передостанньому в кар'єрі бою завоював титул WBA Fedecentro і, програвши в наступному бою нокаутом в шостому раунді мексиканцю Педро Ортега, завершив кар'єру.